# John Breaux
Pour les articles homonymes, voir Breaux.

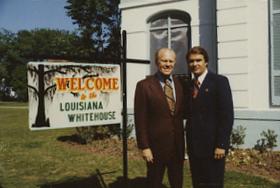
John Breaux avec le président Gerald Ford en 1976.

John Berlinger Breaux, né le 1er mars 1944 à Crowley, est un homme politique américain, conservateur, membre du Parti démocrate et sénateur de Louisiane au Congrès des États-Unis de 1987 à 2005.

## Biographie
Diplômé en droit de l'université d'État de Louisiane en 1967, John Breaux est élu en 1972, à l'âge de 28 ans, sous les couleurs démocrates à la Chambre des représentants pour terminer le mandat d'Edwin Edwards, élu gouverneur de l'État. Réélu sept fois, il conserve son siège jusqu'en janvier 1987, où il entre au Sénat après son élection en novembre 1986. Il est réélu en 1992 et 1998. Il sera perçu comme un centriste puis un conservateur dans une Chambre haute très divisée entre républicains et démocrates.  
En 2000, il est pressenti pour entrer dans le gouvernement de George W. Bush mais la controverse sur les résultats de l'élection présidentielle l'amène à ne pas donner suite aux propositions. 
Il ne se représente pas au Sénat en 2004 et n'envisage pas de tenter l'élection présidentielle en 2008 malgré son image de démocrate modéré et conservateur. 
En dépit de sa popularité en Louisiane, il est incapable d'assurer la victoire du démocrate Chris John, qu'il soutient, aux élections de novembre 2004 et c'est le républicain David Vitter qui lui succède au Sénat en janvier 2005. 
En février 2005, Breaux est embauché pour enseigner à l'université d'État de Louisiane. 
Catholique, John Breaux est le père de quatre enfants.